# Замфир, Георге
Гео́рге Замфи́р (рум. Gheorghe Zamfir, [ˈɡe̯orɡe zamˈfir]; род. 6 апреля 1941, Гэешти) — румынский музыкант, известный игрой на многоствольной флейте нае.

## Биография
Родился 6 апреля 1941 года в городе Гэешть, жудец Дымбовица. Сначала планировал стать аккордеонистом, однако уже в 14 лет начал играть на пан-флейте. Закончил Бухарестскую академию музыки, где был учеником Фэникэ Луки.
Играет на модернизированной версии румынского национального инструмента, пан-флейте (най), которая состоит из 20-30 трубок, с расширенным звуковым диапазоном и большим количеством тонов.
Георге Замфир начал выступать перед широкой публикой в 1960-х, в частности, благодаря швейцарскому музыканту Марселю Селлье, исследователю румынской народной музыки. В 1980-х годах его выступления транслировались на канале CNN. Однако первую награду за свои сценические выступления он получил ещё в 1959 году.
Известная композиция Джеймса Ласта «Одинокий пастух» («The Lonely Shepherd») — была исполнена совместно с коллективом Оркестр Джеймса Ласта и вышла в 1977 как сингл в немецком варианте нем. Einsamer Hirte.
Проявил себя в качестве писателя и художника; издавал стихотворения, эссе и автобиографические книги и представлял собственные картины на родине и за рубежом.
23 декабря 1990 года избран почётным гражданином Кишинёва.
В настоящее время живёт и преподаёт музыкальное искусство в Бухаресте.
Его сын — также музыкант.

## Награды
- Кавалер ордена Звезды Румынии (2022)[3][4]
- Великий офицер ордена «За заслуги перед культурой»[рум.] в категории B «Музыка» (2004, Румыния)[5]
- Орден Республики (Республика Молдова, 15 мая 2013) — в знак высокого признания особых заслуг в развитии музыкального искусства, за значительный вклад в пропаганду национальных культурных ценностей и плодотворную творческую деятельность[6][7]
- Медаль «Михай Эминеску» (Республика Молдова, 14 декабря 2000) — за особые заслуги в развитии музыкального искусства, значительный вклад в утверждение национальных духовных ценностей и плодотворную творческую деятельность в оркестре народной музыки «Lăutarii»[8].
- Почётный гражданин Бухареста (29 ноября 2001 года)[9].

## Саундтреки
Его музыка звучит в австралийском фильме «Пикник у Висячей скалы», а также во многих голливудских фильмах, например «Убить Билла». Один из самых запоминающихся вкладов в киномузыку — соло на флейте Пана в фильме «Однажды в Америке». Также Замфир исполнил партию ная в фильме «Высокий блондин в чёрном ботинке». Мелодия, исполненная им звучит в японском анимационном фильме «Ещё вчера» (Omohide poro poro) и фильме Рене Клемана «Бег зайца через поля».